# گرگین خان گرجی
گرگین خان گرجی یا گیورگی یازدهم از سرداران گرجی‌تبار دورهٔ صفویه و حاکم ایالت قندهار در دوره صفوی بود. او به عنوان پادشاه کارتلی در سال ۱۶۸۸ میلادی توسط شاه سلیمان یکم خلع شد، اما در سال ۱۶۹۱ در مقام خود ابقا شد. چهار سال بعد باز هم بر اثر دسیسه‌ای سمت خود را از دست داد و شاه سلطان حسین وی را به دربار صفوی فرا خواند. «گرگین خان بر وجه قیاس با گروه بی‌ثمران بی‌کفایتی که در دربار ایران مجتمع بودند همان کسی بود که می‌توانست در صورت بروز اغتشاش به فرو نشاندن آن نائل گردد. طولی نکشید که خدمت گزار وی محل حاجت قرار گرفت». 
در سال ۱۶۹۸ عده‌ای از بلوچ‌ها به کرمان حمله کردند و بعد از غارت آنجا به سوی یزد رفتند. آنها بندر عباس را نیز مورد تهدید قرار دادند. شاه سلطان حسین، گیورگی را با اصرار به دفع آن‌ها فرستاد. گرگین خان که ملقب به «شاهنواز دوم» شده بود، برادرش لوان را پیشاپیش فرستاد. لوان بیست روزه خود را به کرمان رساند و بلوچ‌ها را شکست داد. در این سفر یک تاریخ‌نگار گرجی به نام سخنیا چخیدزه هم حضور داشت. گرگین خان خود نیز به دنبال برادر روانه گشت و بلوچ‌ها را شکست داد. او تا سال ۱۷۰۴ در کرمان ماند و ده سال بعد از تهاجم بلوچ‌ها و این بار با شورش افغان‌ها، گرگین خان توسط شاه سلطان حسین مأمور دفع افغان‌ها شد.
گرگین خان حکومت کرمان را توسط نایب خود اداره می‌کرد و اسماً پادشاه کارتلی بود. او شورش افغان‌ها را فرو نشاند اما ناآگاهی و ستم او به درباریان و طوایف افغان، باعث رشد و ترقی میرویس خان هوتک گردید. میرویس خان نیز گیورگی و گرجیان همراهش را به قتل رساند و در نهایت فرزند وی محمود افغان به حکومت دودمان صفوی در ایران پایان داد.